# NGC 7169
NGC 7169 ist eine elliptische Galaxie vom Hubble-Typ E/SB0 im Sternbild Kranich am Südsternhimmel. Sie ist schätzungsweise 444 Millionen Lichtjahre von der Milchstraße entfernt und hat einen Durchmesser von etwa 130.000 Lj.
Das Objekt wurde am 30. September 1834 von John Herschel entdeckt.